# Murat Süimaghambetow
Murat Äliuly Süimaghambetow (kasachisch
kasachisch Мұрат Әлиұлы Сүймағамбетов Mūrat Äliūly Süimağambetov; * 14. Oktober 1983 in Schewtschenko, Kasachische SSR) ist ein kasachischer ehemaliger Fußballspieler.

## Karriere
Murat spielte als Stürmer 2008 bei Schachtjor Qaraghandy. Er wechselte 2009 zu Lokomotive Astana. Nach nur einer Saison ging er zum Ligarivalen Tobol Qostanai.

### Nationalmannschaft
Er wurde 18 Mal in der Kasachischen Fußballnationalmannschaft eingesetzt und erzielte dabei drei Tore.

## Erfolge
- Kasachischer Meister: 2010